# Jean Chaubet
Jean Chaubet. (La Roca d'Albera, 6 de gener del 1815 - Perpinyà, 3 de juny del 1871) va ser breument alcalde socialista de la comuna rossellonesa de la Roca d'Albera. Membre de diverses societats secretes, es revoltà contra el cop d'estat de Lluís Napoleó Bonaparte, que va derrocar la Segona República Francesa, i hagué d'exiliar-se.

## Biografia
Era descendent de dues famílies fortament arrelades a la Roca. De professió carnisser, va ser elegit regidor el 1846, i reelegit a l'abril del 1848, al juliol del 1848 i el 1850; i fou proclamat alcalde el 1848. En produir-se el cop d'estat de Napoleó III, en Chaubet es pronuncià en defensa del poder constituït, però el gest fou endebades, i el govern el feu deportar. Visqué a Figueres fins al 1853, quan les influències familiars (el seu germà Joseph va ser també alcalde de la Roca entre 1850 i 1854) aconseguiren que se'l permetés tornar.
El seu net, Horaci Chauvet (Perpinyà, 1873 - Perpinyà, 1962), va ser un escriptor, historiador i periodista rossellonès; un renét seu, René Chauvet (Perpinyà, 1900-1984) va ser alcalde de Naüja durant un quart de segle (1968 al 1983) i un altre, Lluís Chauvet (Perpinyà, 1906 - Menocourt, Illa de França, 1981) va ser escriptor i periodista de Le Figaro.